# Wielki kurułtaj 1206
Wielki kurułtaj 1206 – zjazd możnych mongolskich i przedstawicieli podbitych przez Mongołów ludów w 1206 roku. Na nim Czyngis-chan został wybrany Kaganem. Zreformowano szereg instytucji mongolskich i powołano nowe. Uważany jest za formalny początek imperium mongolskiego. Poza reformami instytucjonalnymi, podjęto też na nim decyzję o wyprawie Dżebego przeciw Najmanom.

## Reorganizacja armii
Armię podzielono na 95 minganów (nie licząc ludów leśnych, którym z niejasnych powodów nie wyznaczono wówczas dowódców minganów) i wyznaczono ich dowódców. Wyznaczono też dowódców tumenów m.in.: Mukalego, Bo'orczu, Korcziego, Kunana, Naja'a. Jeden tumen wojska (pod dowództwem Kunana) Czyngis-chan oddał swemu najstarszemu synowi Dżocziemu. Kunan wraz z Kököczosem otrzymali dodatkową, lecz bliżej nieokreśloną władzę – pozostali dowódcy mogli działać jedynie w porozumieniu z nimi. Imperium mongolskie nie posiadało odrębnej administracji cywilnej, zatem dowódcy minganów i tumenów sprawowali także polityczną władzę plemionami i ziemiami z których rekrutowano daną jednostkę. Rozbudowano gwardię Czyngis-chana: straż dzienną z 70 do 8000 ludzi a straż nocną z 80 do 1000 żołnierzy i dodatkowy oddział 1000 łuczników. Wyznaczono szczegółowy podział obowiązków między poszczególnymi oddziałami gwardii: straż nocna obejmowała służbę przed zachodem słońca i zdawała ją po wschodzie. Miała też kontrolować całość życia dworu, odpowiadała za zaopatrzenie, rozstawienie namiotów, uzbrojenie gwardii, kontrolowała śledztwa. Ustalono relacje między rangami gwardii a rangami w reszcie armii. Gwardzista stał wyżej niż dowódca minganu spoza gwardii, a pachołek gwardzisty wyżej niż setnik spoza gwardii. Gwardziści mogli być karani wyłącznie przez Czyngis-chana. Za całość spraw wojskowych miał być odpowiedzialny Kubilaj.

## Reformy administracji
Na kurułtaju powołano pierwszą kancelarię Imperium. Jej szefem został pojmany przez Mongołów szef kancelarii chana Najmanów Ujgur Tatar Tonga. Najwyższą władzę sądową otrzymał Szigi Kutuku, Tatar z pochodzenia wychowany przez matkę Czyngis-chana. Szigi miał też spisywać swoje wyroki, oraz Sprawy dotyczące podziału całego ludu w Błękitnej Księdze. Jest to pierwsze świadectwo używania pisma na dworze mongolskim.

## Nagrody
Czygis-chan nagrodził na nim szereg zasłużonych dowódców. Mukali został ogłoszony Go-ongiem (tytuł ten miał być dziedziczny). Bo'orcz, Szigi Kutuku, Dżelme, Szokran Szira i Borokuł mieli być zwolnieni z kar za 9 przestępstw. Korczi zgodnie z prośbą, jaką złożył gdy przyłączył się do armii Temudżina, zyskał prawo poślubienia 30 kobiet. Dżürczedej otrzymał jedną z młodszych żon Czyngis-chana – Ibaka-beki. Szereg dowódców otrzymało inne nagrody, w postaci tytułów, zwolnień podatkowych i innych przywilejów, które często miały pozostać dziedziczne. Dzieci dowódców, którzy zginęli w bitwach, wyróżniając się odwagą, uzyskały zaopatrzenie dla sierot wojennych, które również miało być dziedziczne.